# WorldCat
WorldCat è un catalogo bibliografico. Registra le collezioni di quasi 20 000 biblioteche che, in oltre 123 Paesi, partecipano alla cooperazione bibliotecaria dell'Online Computer Library Center (OCLC). WorldCat è costruito e mantenuto collettivamente dalle biblioteche partecipanti.

## Storia
Il catalogo è stato creato da Fred Kilgour a partire dal 1967 ed è diventato operativo a partire dal 1971. È il più ampio database bibliografico internazionale. OCLC fornisce WorldCat liberamente alle biblioteche, ma il catalogo è la base per altri servizi a pagamento, come la condivisione di risorse e la gestione completa della biblioteca.
Nel 2003 OCLC ha iniziato il programma pilota "Open WorldCat", rendendo disponibili record abbreviati, provenienti da una sezione di Worldcat, ai siti web partner e ai rivenditori di libri, in modo da incrementare le possibilità di accedere alle collezioni delle biblioteche partecipanti. Dal 2006 è possibile fare ricerche liberamente su WorldCat attraverso un motore di ricerca interno proposto dal suo sito web.
Nel 2007 WorldCat Identities ha iniziato a fornire informazioni sugli autori e sulle persone legate ai libri pubblicati (per esempio, coloro che hanno scritto prefazioni, postfazioni e contributi). A maggio del 2019, WorldCat conteneva oltre 450 milioni di record bibliografici in 484 lingue, che rappresentano oltre 2,8 miliardi di risorse di biblioteche fisiche e digitali, mentre il set di dati sulle persone comprendeva oltre 100 milioni di nomi.

## Limitazioni
WorldCat opera seguendo un modello misto di aggiornamento in tempo reale e di elaborazione batch. Tutte le biblioteche che riversano i propri record su WorldCat effettuano gli aggiornamenti a scadenze predefinite con OCLC, mentre tutte le biblioteche (ca 25 000) che catalogano online arricchiscono il catalogo in tempo reale. WorldCat può mostrare dunque che un determinato documento è registrato nel catalogo della biblioteca, ma non se questo è in prestito in quel momento, oppure è disponibile.
Per ovviare a questo problema, esiste la possibilità per le biblioteche di aggiungere link diretti al proprio catalogo, in modo da permettere agli utenti di controllare lo status di circolazione del documento.